# 田村計
田村 計（たむら はかる、1960年〈昭和35年〉8月4日 - ）は、日本の建設・国土交通官僚。

## 人物・経歴
広島県広島市出身。広島大学附属高等学校を経て、1984年3月東京大学法学部第1類（私法コース）を卒業。国家公務員採用上級甲種試験(法律)に合格して、同年4月建設省に入省。
2017年7月7日から国土交通省土地・建設産業局長、2018年7月31日から内閣府地方創生推進事務局長を務め、2019年7月9日退官。同年11月1日、三井住友海上火災保険株式会社顧問、2020年には住友不動産株式会社顧問、住友不動産販売株式会社顧問として再就職。

## 年表
基本的な出典
- 1984年
  - 03月：東京大学法学部卒業
  - 04月：建設省入省
- 1990年07月：建設省関東地方建設局道路部路政課長
- 1991年04月：建設省関東地方建設局総務部人事第一課長
- 1993年04月：岐阜県総務部総合政策課長
- 1996年04月：岐阜県総合政策局次長
- 1997年07月：建設省建設経済局建設業課課長補佐
- 1999年07月：建設省大臣官房人事課建設専門官
- 2000年07月：建設省建設経済局建設業課建設業構造改善対策官
- 2001年01月：国土交通省総合政策局建設業課建設業構造改善対策官
- 2001年07月：国土交通省都市・地域整備局総務課企画官
- 2002年07月：国土交通省大臣官房人事課企画官
- 2004年07月：国土交通省総合政策局政策課政策調査官
- 2005年08月：国土交通省総合政策局政策課政策企画官
- 2006年04月：兵庫県県土整備部まちづくり局長
- 2007年04月：兵庫県まちづくり復興担当部長
- 2008年04月：兵庫県まちづくり担当部長
- 2009年04月：国土交通省土地・水資源局土地市場課長
- 2010年08月：国土交通省大臣官房参事官（人事担当）
- 2011年10月：国土交通省大臣官房人事課長
- 2012年09月：国土交通省総合政策局政策課長
- 2013年08月：国土交通省大臣官房審議官（道路局担当）
- 2014年04月01日：国土交通省大臣官房審議官（都市局担当）[7]
- 2015年07月31日：国土交通省大臣官房総括審議官[8]
- 2017年07月07日：国土交通省土地・建設産業局長[9]
- 2018年07月31日：内閣府地方創生推進事務局長[10]
- 2019年07月09日：国土交通省大臣官房付、即日辞職[11]

- 2019年11月01日：三井住友海上火災保険株式会社顧問[5]。
- 2020年07月01日：住友不動産株式会社顧問[6]
- 2020年08月01日：住友不動産販売株式会社顧問[6]